# Giải bóng đá siêu cấp Uzbekistan
Giải bóng đá siêu cấp Uzbekistan (tiếng Uzbek: O'zbekiston Superligasi / Ўзбекистон Суперлигаси; tiếng Nga: Суперлига Узбекистана, tiếng Anh: Uzbekistan Super League) — là hạng đấu bóng đá cao nhất của Uzbekistan, và vận hành dưới sự điều hành của Liên đoàn bóng đá chuyên nghiệp Uzbekistan và Liên đoàn bóng đá Uzbekistan. Giải được thành lập năm 1992 và có 12 đội tham gia (từ năm 2018). Ba đội cao nhất sẽ có cơ hội tham gia Giải bóng đá vô địch câu lạc bộ châu Á, trong khi hai đội thấp nhất sẽ xuống chơi ở Giải bóng đá chuyên nghiệp quốc gia Uzbekistan.

## Lịch sử
Giải bóng đá siêu cấp Uzbekistan thành lập năm 1992 sau sự tan rã của Liên Xô và giải quốc nội của nó, Soviet Top League. Giải được biết đến ở địa phương với tên Higher League với sự xuống hạng đến First League.
17 câu lạc bộ tham gia vào mùa giải đầu tiên. Trước khi giải được thành lập, đã có một giải đấu quốc nội diễn ra, nhưng các đội hàng đầu của hệ thống giải bóng đá Liên Xô không tham gia và vì vậy không thể trao chức vô địch cho Uzbekistan.
Mùa giải đầu tiên năm 1992 chứng kiến sự chia sẻ danh hiệu của Pakhtakor Tashkent và Neftchi.
Các đội vô địch giải từ 1992 đến 2011 được mời tham dự Commonwealth of Independent States Cup do Nga làm chủ nhà. Các đội vô địch giải cũng được tham gia Giải bóng đá vô địch câu lạc bộ châu Á từ mùa giải 1994–95 trở đi. Giải đấu từ năm 2008 còn có thêm đội vô địch Cúp bóng đá Uzbekistan và thêm các đội khác từ hệ thống giải phụ thuộc vào xếp hạng của Liên đoàn bóng đá châu Á tại thời điểm đó. Và cũng có cơ hội cho các đội bóng tham gia Cúp AFC, vốn là giải dành cho các nước đang phát triển. Các đội bóng cũng tham gia Asian Cup Winner's Cup từ năm 1993 và mùa giải cuối cùng là 2001–02.
Vì vậy, chỉ có Nasaf Qarshi đã giành tất cả chức vô địch, vô địch Cúp AFC 2011, giải mà họ là đội nhà của trận chung kết. Pakhtakor Tashkent cũng vô địch IFA Shield khi được Ấn Độ mời năm 1993 và tiếp tục vô địch Commonwealth of Independent States Cup 2007, chức vô địch đầu tiên và duy nhất của một câu lạc bộ Uzbekistan.

### Hệ thống giải
Giải diễn ra từ tháng Ba đến tháng Mười Một trong năm và thường có Siêu cúp như bước chạy đà cho mùa giải mới. Các đội thi đấu với nhau trên cả sân nhà và sân khách. Hai hoặc ba đội có thể xuống hạng tùy vào số đội tham gia, mà trong quá khứ là từ 14 đến 17 đội. Thông thường không có đội nào thăng hạng từ First League, vì do các đội dự bị của họ giành chức vô địch. Các câu lạc bộ dự bị không được tham gia hạng đấu cao nhất nhưng có thể tham gia bất kì cấp độ nào cho đến tối đa là First League. Trong những trường hợp này, các câu lạc bộ có thể xuống hạng mà không có đội lên hạng làm cho số đội tham gia ở mùa sau giảm hơn so với mùa trước.
Đội vô địch giải sẽ tham gia Giải bóng đá vô địch câu lạc bộ châu Á mùa tiếp theo cùng với đội vô địch Cúp bóng đá Uzbekistan.

## Câu lạc bộ (2017)
| Câu lạc bộ   | Huấn luyện viên     | Địa điểm  | Sân vận động               | Sức chứa | Tài trợ áo đấu |
| ------------ | ------------------- | --------- | -------------------------- | -------- | -------------- |
| Bunyodkor    | Mirjalol Qosimov    | Tashkent  | Sân vận động Bunyodkor     | 34.000   | Jako           |
| Bukhoro      | Ulugbek Bakaev      | Bukhoro   | Bukhoro Arena              | 22.700   | Macron         |
| Dinamo       | Oleg Tyulkin        | Samarkand | Sân vận động Dinamo        | 16.000   |                |
| Kokand 1912  | Numon Khasanov      | Kokand    | Sân vận động Kokand        | 10.500   | Joma           |
| Lokomotiv    | Andrey Miklyaev     | Tashkent  | Sân vận động Lokomotiv     | 8.000    | Joma           |
| Mash'al      | Alexander Khomyakov | Muborak   | Sân vận động Bahrom Vafoev | 10.000   | Patrick        |
| Metallurg    | Rustam Mirsodiqov   | Bekabad   | Sân vận động Metallurg     | 15.000   | Joma           |
| Nasaf Qarshi | Ruziqul Berdiev     | Qarshi    | Sân vận động Qarshi        | 14.750   | Adidas         |
| Navbahor     | Ilkhom Muminjonov   | Namangan  | Sân vận động Markaziy      | 22.000   | Jako           |
| Neftchi      | Vadim Abramov       | Farghona  | Sân vận động Istiqlol      | 20.000   | Joma           |
| Obod         | Andrey Demchenko    | Tashkent  | Sân vận động JAR           | 8.450    | Nike           |
| Olmaliq FK   | Viktor Kumykov      | Olmaliq   | Sân vận động Olmaliq SM    | 12.000   | Adidas         |
| Pakhtakor    | Shota Arveladze     | Tashkent  | Sân vận động Pakhtakor     | 35.000   | Adidas         |
| Qizilqum     | Yuriy Lukin         | Zarafshon | Sân vận động Yoshlar       | 12.500   | Joma           |
| Sogdiana     | Davron Fayziev      | Jizzakh   | Sân vận động Sogdiana      | 11.650   | Joma           |
| Shurtan      | Genadiy Kochnev     | Ghuzor    | Sân vận động G'uzor        | 7.000    | Joma           |

## Đội vô địch

### Đội vô địch thời kì Liên Xô
| Championship of cities of Uzbek SSR - 1926: Tashkent - 1927: Tashkent - 1928: Fergana - 1929: Tashkent - 1930: Tashkent - 1931-32: không diễn ra - 1933: Tashkent - 1934: Tashkent - 1935: Tashkent - 1936: Tashkent | Republican League Competitions - 1937: Spartak Tashkent - 1938: Spartak Tashkent - 1939: Dinamo Tashkent - 1940-47: không diễn ra - 1948: Polyarnaya Zvezda Tashkent Oblast - 1949: Dinamo Tashkent - 1950: Spartak Tashkent - 1951: Spartak Tashkent - 1952: Dinamo Tashkent - 1953: FShM Tashkent - 1954: Dinamo Tashkent | - 1955: ODO Tashkent (sau đó là SKA) - 1956: ODO Tashkent - 1957: Mashstroi Tashkent - 1958: Khimik Chirchik - 1959: Mekhnat Tashkent - 1960: Sokol Tashkent - 1961: Sokol Tashkent - 1962: Sokol Tashkent - 1963: Sokol Tashkent - 1964: Sokol Tashkent - 1965: Sokol Tashkent - 1966: Zvezda Tashkent - 1967: Tashavtomash Tashkent | - 1968: Chust Namangan Oblast - 1969: Tashkabel Tashkent - 1970: SKA Tashkent (former ODO) - 1971: Yangiaryk Khorezm Oblast - 1972: Trud Jizzakh - 1973: Quruvchi Samarqand - 1974: Pakhtakor Gulistan - 1975: Zarafshan Navoi - 1976: Traktor Tashkent - 1977: Khiva - 1978: Khorezm (Kolkhoz im. Narimanova) - 1979: Khisar Shakhrisabz | - 1980: không diễn ra - 1981: Ekipress Samarqand - 1982: Beshkent - 1983: Tselinnik Turtkul - 1984: Khorezm Khonqa - 1985: Shakhter Angren - 1986: Traktor Tashkent - 1987: Avtomobilist Fergana - 1988: Selmashevets Chirchik - 1989: Nurafshon Bukhara - 1990: Naryn Khakulabad - 1991: Politotdel Tashkent Oblast (now Do'stlik) |

### Từ khi độc lập
| - 1992: Neftchi Farg'ona và Pakhtakor Tashkent - 1993: Neftchi Farg'ona - 1994: Neftchi Farg'ona - 1995: Neftchi Farg'ona - 1996: Navbahor Namangan - 1997: MHSK Tashkent (former Pakhtakor-79 Tashkent) - 1998: Pakhtakor Tashkent - 1999: Do'stlik (former Politotdel Tashkent Oblast) - 2000: Do'stlik | - 2001: Neftchi Farg'ona - 2002: Pakhtakor Tashkent - 2003: Pakhtakor Tashkent - 2004: Pakhtakor Tashkent - 2005: Pakhtakor Tashkent - 2006: Pakhtakor Tashkent - 2007: Pakhtakor Tashkent - 2008: Bunyodkor Tashkent - 2009: Bunyodkor Tashkent | - 2010: Bunyodkor Tashkent - 2011: Bunyodkor Tashkent - 2012: Pakhtakor Tashkent - 2013: Bunyodkor Tashkent - 2014: Pakhtakor Tashkent - 2015: Pakhtakor Tashkent - 2016: Lokomotiv Tashkent - 2017: Lokomotiv Tashkent |  |

## Đội vô địch và vua phá lưới
| Mùa giải                                                             | Vô địch                    | Á quân             | Hạng ba            | Vua phá lưới                                                               |
| -------------------------------------------------------------------- | -------------------------- | ------------------ | ------------------ | -------------------------------------------------------------------------- |
| 1992*                                                                | Pakhtakor Neftchi Farg'ona |                    | Sogdiana Jizzakh   | Valeriy Kechinov (Pakhtakor, 24 bàn)                                       |
| 1993                                                                 | Neftchi Farg'ona           | Pakhtakor          | Navbahor Namangan  | Rustam Durmonov (Neftchi, 24 bàn)                                          |
| 1994                                                                 | Neftchi Farg'ona           | Nurafshon Buxoro   | Navbahor Namangan  | Ravshan Bozorov (Neftchi, 26 bàn)                                          |
| 1995                                                                 | Neftchi Farg'ona           | MHSK Tashkent      | Navbahor Namangan  | Oleg Shatskikh (Navbahor, 23 bàn)                                          |
| 1996                                                                 | Navbahor Namangan          | Neftchi Farg'ona   | MHSK Tashkent      | Jafar Irismetov (Do'stlik, 23 bàn) Oleg Shatskikh (Navbahor, 23 bàn)       |
| 1997                                                                 | MHSK Tashkent              | Neftchi Farg'ona   | Navbahor Namangan  | Jafar Irismetov (Do'stlik, 34 bàn)                                         |
| 1998                                                                 | Pakhtakor                  | Neftchi Farg'ona   | Navbahor Namangan  | Mirjalol Kasymov (Pakhtakor, 22 bàn) Igor Shkvyrin (Pakhtakor, 22 bàn)     |
| 1999                                                                 | Do'stlik                   | Neftchi Farg'ona   | Navbahor Namangan  | Umid Isoqov (Neftchi, 24 bàn) Bakhtiyor Hamidullaev (FK Andijan, 24 bàn)   |
| 2000                                                                 | Do'stlik                   | Neftchi Farg'ona   | Nasaf Qarshi       | Jafar Irismetov (Do'stlik, 45 bàn)                                         |
| 2001                                                                 | Neftchi Farg'ona           | Pakhtakor          | Nasaf Qarshi       | Umid Isoqov (Neftchi, 28 bàn)                                              |
| 2002                                                                 | Pakhtakor                  | Neftchi Farg'ona   | Qizilqum Zarafshon | Bakhtiyor Hamidullaev (FK Andijan, 22 bàn)                                 |
| 2003                                                                 | Pakhtakor                  | Neftchi Farg'ona   | Navbahor Namangan  | Marsel Idiatullin (Qizilqum, 26 bàn)                                       |
| 2004                                                                 | Pakhtakor                  | Neftchi Farg'ona   | Navbahor Namangan  | Shuhrat Mirkholdirshoev (Navbahor, 31 bàn)                                 |
| 2005                                                                 | Pakhtakor                  | Mash'al Mubarek    | Nasaf Qarshi       | Anvar Soliev (Pakhtakor, 29 bàn)                                           |
| 2006                                                                 | Pakhtakor                  | Neftchi Farg'ona   | Nasaf Qarshi       | Pavel Solomin (Traktor Tashkent, 21 bàn)                                   |
| 2007                                                                 | Pakhtakor                  | Kuruvchi           | Mash'al Mubarek    | Ilhom Mo'minjonov (Kuruvchi, 21 bàn)                                       |
| 2008**                                                               | Bunyodkor                  | Pakhtakor          | Neftchi Farg'ona   | Server Djeparov (Bunyodkor, 19 bàn)                                        |
| 2009                                                                 | Bunyodkor                  | Pakhtakor          | Nasaf Qarshi       | Rivaldo (Bunyodkor, 20 bàn)                                                |
| 2010                                                                 | Bunyodkor                  | Pakhtakor          | Nasaf Qarshi       | Alisher Kholiqov (Neftchi, 13 bàn) Nosirbek Otakuziev (Olmaliq FK, 13 bàn) |
| 2011                                                                 | Bunyodkor                  | Nasaf Qarshi       | Pakhtakor          | Miloš Trifunović (Bunyodkor, 17 bàn)                                       |
| 2012                                                                 | Pakhtakor                  | Bunyodkor          | Lokomotiv Tashkent | Anvar Berdiev (Neftchi, 19 bàn)                                            |
| 2013                                                                 | Bunyodkor                  | Lokomotiv Tashkent | Nasaf Qarshi       | Oleksandr Pyschur (Bunyodkor, 19 bàn)                                      |
| 2014                                                                 | Pakhtakor                  | Lokomotiv Tashkent | Nasaf Qarshi       | Artur Gevorkyan (Nasaf, 18 bàn)                                            |
| 2015                                                                 | Pakhtakor                  | Lokomotiv Tashkent | Nasaf Qarshi       | Igor Sergeev (Pakhtakor, 23 bàn)                                           |
| 2016                                                                 | Lokomotiv Tashkent         | Nasaf Qarshi       | Bunyodkor          | Temurkhuja Abdukholiqov (Lokomotiv Tashkent, 22 bàn)                       |
| 2017                                                                 | Lokomotiv Tashkent         | Nasaf Qarshi       | Pakhtakor          | Marat Bikmaev (Lokomotiv Tashkent, 26 bàn)                                 |
| * Giải đổi tên thành Oliy Liga ** Giải đổi tên thành O'zbekiston PFL |                            |                    |                    |                                                                            |

## Thành tích theo câu lạc bộ
| Câu lạc bộ         | Số lần vô địch | Số lần á quân | Mùa giải vô địch                                                  |
| ------------------ | -------------- | ------------- | ----------------------------------------------------------------- |
| Pakhtakor Tashkent | 11             | 5             | 1992*, 1998, 2002, 2003, 2004, 2005, 2006, 2007, 2012, 2014, 2015 |
| Neftchi Farg'ona   | 5              | 9             | 1992*, 1993, 1994, 1995, 2001                                     |
| Bunyodkor Tashkent | 5              | 2             | 2008, 2009, 2010, 2011, 2013                                      |
| Lokomotiv Tashkent | 2              | 3             | 2016, 2017                                                        |
| Do'stlik           | 2              | -             | 1999, 2000                                                        |
| Navbahor Namangan  | 1              | -             | 1996                                                              |
| MHSK Tashkent      | 1              | 1             | 1997                                                              |
| Nasaf Qarshi       | -              | 3             |                                                                   |
| Buxoro             | -              | 1             |                                                                   |
| Mash'al Mubarek    | -              | 1             |                                                                   |

* Các hai đội đều được trao danh hiệu.

## Bảng xếp hạng mọi thời đại
Bảng xếp hạng mọi thời đại của giải, tính đến khi kết thúc mùa giải 2016
| VT | Đội                | Mùa giải | Đ    | St  | T   | H   | B   | BT   | BB   | 1  | 2 | 3 | Cao nhất |
| -- | ------------------ | -------- | ---- | --- | --- | --- | --- | ---- | ---- | -- | - | - | -------- |
| 1  | Pakhtakor          | 25       | 1630 | 740 | 504 | 118 | 118 | 1678 | 629  | 11 | 5 | 1 | 1        |
| 2  | Neftchi Farg'ona   | 25       | 1492 | 740 | 462 | 106 | 172 | 1522 | 766  | 5  | 9 | 1 | 1        |
| 3  | Navbahor Namangan  | 25       | 1196 | 740 | 353 | 137 | 250 | 1275 | 913  | 1  | 0 | 8 | 1        |
| 4  | Nasaf Qarshi       | 20       | 1102 | 588 | 330 | 112 | 146 | 1069 | 665  | 0  | 2 | 9 | 2        |
| 5  | Bukhoro            | 24       | 1083 | 714 | 289 | 113 | 312 | 1000 | 1083 | 0  | 1 | 0 | 2        |
| 6  | Andijan            | 23       | 812  | 688 | 226 | 134 | 328 | 942  | 1142 | 0  | 0 | 0 | 5        |
| 7  | Dinamo Samarqand   | 21       | 792  | 650 | 227 | 111 | 312 | 807  | 952  | 0  | 0 | 0 | 4        |
| 8  | Sogdiana Jizzakh   | 21       | 746  | 628 | 214 | 104 | 310 | 814  | 1061 | 0  | 0 | 1 | 3        |
| 9  | Metallurg Bekabad  | 19       | 657  | 554 | 181 | 114 | 259 | 697  | 890  | 0  | 0 | 0 | 5        |
| 10 | Qizilqum Zarafshon | 17       | 655  | 494 | 186 | 97  | 211 | 634  | 710  | 0  | 0 | 1 | 3        |
| 11 | Bunyodkor          | 10       | 653  | 280 | 201 | 50  | 29  | 553  | 147  | 5  | 2 | 1 | 1        |
| 12 | Mashal             | 16       | 647  | 456 | 189 | 80  | 187 | 590  | 628  | 0  | 1 | 1 | 2        |
| 13 | Traktor Tashkent   | 16       | 621  | 490 | 178 | 87  | 225 | 684  | 814  | 0  | 0 | 0 | 4        |
| 14 | Dustlik            | 11       | 559  | 346 | 169 | 52  | 125 | 669  | 532  | 2  | 0 | 0 | 1        |
| 15 | Lokomotiv Tashkent | 12       | 553  | 336 | 162 | 67  | 107 | 542  | 408  | 1  | 3 | 1 | 1        |
| 16 | Kokand 1912        | 11       | 411  | 340 | 123 | 42  | 175 | 462  | 654  | 0  | 0 | 0 | 5        |
| 17 | Surkhon Termez     | 12       | 393  | 374 | 109 | 66  | 199 | 461  | 726  | 0  | 0 | 0 | 9        |
| 18 | MHSK Tashkent      | 7        | 362  | 216 | 106 | 44  | 66  | 420  | 335  | 1  | 1 | 1 | 1        |
| 19 | Shurtan Guzar      | 11       | 354  | 310 | 101 | 51  | 158 | 365  | 514  | 0  | 0 | 0 | 4        |
| 20 | Olmaliq            | 9        | 311  | 250 | 87  | 50  | 113 | 359  | 391  | 0  | 0 | 0 | 4        |
| 21 | Khorezm Urganch    | 8        | 230  | 248 | 62  | 44  | 142 | 281  | 518  | 0  | 0 | 0 | 7        |
| 22 | Zarafshon Navoi    | 6        | 217  | 196 | 60  | 37  | 99  | 236  | 355  | 0  | 0 | 0 | 9        |
| 23 | Yangiyer           | 7        | 205  | 216 | 56  | 37  | 123 | 266  | 385  | 0  | 0 | 0 | 10       |
| 24 | Orol               | 5        | 155  | 164 | 44  | 23  | 97  | 171  | 329  | 0  | 0 | 0 | 11       |
| 25 | Kosonsoy           | 5        | 145  | 156 | 40  | 25  | 91  | 171  | 305  | 0  | 0 | 0 | 8        |
| 26 | Guliston           | 5        | 119  | 154 | 34  | 17  | 103 | 142  | 340  | 0  | 0 | 0 | 14       |
| 27 | Atlaschi           | 4        | 118  | 124 | 34  | 16  | 74  | 149  | 280  | 0  | 0 | 0 | 7        |
| 28 | Chirchiq           | 4        | 103  | 122 | 26  | 25  | 71  | 130  | 240  | 0  | 0 | 0 | 14       |
| 29 | Topalang Sariosiyo | 3        | 96   | 86  | 28  | 12  | 46  | 103  | 146  | 0  | 0 | 0 | 9        |
| 30 | Kimyogar Chirchiq  | 3        | 96   | 104 | 25  | 21  | 58  | 113  | 193  | 0  | 0 | 0 | 14       |
| 31 | Akademiya Tashkent | 1        | 59   | 34  | 16  | 11  | 7   | 72   | 45   | 0  | 0 | 0 | 5        |
| 32 | Semurg Angren      | 2        | 57   | 72  | 15  | 12  | 45  | 99   | 200  | 0  | 0 | 0 | 12       |
| 33 | Sementchi Kuvasoy  | 1        | 31   | 30  | 8   | 7   | 15  | 39   | 64   | 0  | 0 | 0 | 15       |
| 34 | Chilonzor Tashkent | 1        | 30   | 34  | 8   | 6   | 20  | 51   | 70   | 0  | 0 | 0 | 16       |
| 35 | Shakhrikhon        | 1        | 28   | 32  | 7   | 7   | 18  | 25   | 67   | 0  | 0 | 0 | 15       |
| 36 | Obod               | 1        | 24   | 30  | 6   | 6   | 18  | 25   | 51   | 0  | 0 | 0 | 14       |
| 37 | Vobkent            | 1        | 15   | 30  | 3   | 6   | 21  | 23   | 70   | 0  | 0 | 0 | 16       |
| 38 | Uz-Dong-Ju Andijon | 1        | 13   | 30  | 2   | 7   | 21  | 17   | 65   | 0  | 0 | 0 | 16       |

|  | Đội bóng Giải bóng đá vô địch quốc gia Uzbekistan 2017        |
|  | Xuống hạng Uzbekistan First League sau mùa giải 2016          |
|  | Không thi đấu ở Giải bóng đá vô địch quốc gia Uzbekistan 2016 |
|  | Câu lạc bộ biến mất                                           |
|  | Thăng hạng Giải bóng đá vô địch quốc gia Uzbekistan 2017      |

## Vua phá lưới mọi thời đại
Tính đến 30 tháng 11 năm 2016
| Thứ hạng | Cầu thủ                 | Năm       | Số bàn thắng |
| -------- | ----------------------- | --------- | ------------ |
| 1        | Anvar Berdiev           | 1995–nay  | 224          |
| 2        | Zafar Kholmurodov       | 1997–12   | 200          |
| 3        | Shuhrat Mirkholdirshoev | 2000–14   | 195          |
| 4        | Bakhtiyor Hamidullaev   | 1997–11   | 174          |
| 5        | Umid Isoqov             | 1994–09   | 172          |
| 6        | Ravshan Bozorov         | 1992–07   | 171          |
| 7        | Jafar Irismetov         | 1993–12   | 164          |
| 8        | Anvar Soliev            | 1996–2015 | 162          |
| 9        | Oybek Usmankhojaev      | 1992–05   | 157          |
| 10       | Rustam Durmonov         | 1992–02   | 133          |
| 11       | Mukhtor Kurbonov        | 1993–09   | 133          |
| 12       | Farid Khabibullin       | 1992–04   | 130          |
| 12       | Numon Khasanov          | 1992–09   | 126          |
| 13       | Server Djeparov         | 2000–nay  | 111          |
| 14       | Shuhrat Rahmonqulov     | 1992–05   | 108          |
| 15       | Nagmetulla Kutibayev    | 1992–07   | 106          |
| 16       | Vali Keldiev            | 1992–06   | 104          |
| 17       | Oleg Shatskikh          | 1993–03   | 104          |
| 18       | Zayniddin Tadjiyev      | 2001–nay  | 100          |